# Anna Osmakowicz
Anna Osmakowicz (Varsòvia, 14 de març de 1963) és una actriu i cantant polonesa. Va estudiar piano, flauta i cant i ha participat en diversos musicals, festivals i obres de teatre, com Orfeusz i Eurydyka w krainie tęczy, Carmen, Macbeth, Otel·lo, El violinista a la teulada o Madama Butterfly.

## Carrera
Es va graduar a la classe de piano del professor Kornelii Gniazdowskiej,, flauta a la classe del professor Danuta Marciniak i el departament vocal de les professores Zofia Traczyk i Katarzyna Zachwatowicz. Durant els anys 1979-1981 va participar en tallers de jazz a Chodzież amb el professor Tomasz Ochalski. Durant els anys 1979-1981 va aparèixer en programes de ràdio cíclics al cafè "Podwieczorek al micròfon" sota la direcció musical de Stefan Rachoń. El 1982 va actuar al Festival de la Cançó Txeca i Eslovaca. El 1984, va tocar al musical Fri. "Orfeu i Eurídice al país de l'arc de Sant Martí" (dir. Ryszard Cieśla) al Teatre Nowy de Varsòvia. El 1984 va rebre el premi principal "Złoty Samowar" al Festival de la Cançó Soviètica a Zielona Góra, juntament amb el conjunt vocal "Impuls". El 1985 va fer una gira per la Unió Soviètica. El 1986 va actuar en musicals al teatre musical "Syrena". De 1986 a 2003 va estar permanentment associada al Teatr Wielki - Òpera Nacional Polonesa de Varsòvia.
Va cantar en actuacions com: Halka, Straszny dwór ambdues de Moniuszko, Carmen de Bizet, Macbeth i Othello ambdues de Verdi, El violinista a la teulada de Jerry Bock, Madame Butterfly de Puccini, At the Gates of Paradise de John Zorn, Seven Gates de Penderecki.
Ha actuat, entre altres països, a França, Alemanya, Suïssa, Rússia, Azerbaidjan, Japó, Xina, Grècia, Hongria, Brasil i Israel. Canta i grava cançons, cançons i nadales en esperanto, promovent la cultura polonesa a l'estranger. L'any 2004 torna als escenaris, dona concerts i grava peces de música popular.
Componen i arreglen cançons per a ella, incl. Leszek Gryczka, Stanisław Niwelt, Janusz Papaj, Wojciech Piętowski, Tadeusz Prejzner, Andrzej Seroczyński, Marek Sewen, Ryszard Szeremeta, Jan Wierzbica.

## Passió per la música
Ha dit públicament:
| « | <"La música és el meu amor més gran de la vida. Si hi hagués la possibilitat de canviar-ho tot a la meva vida a partir de demà, no crec que canviaria res. La música és tota la meva vida."> | » |

## Discografia
- 2005- En kristnaska hor (kolędy i pastorałki /esperanto)
- 2006 - Kristabia festo (kolędy i pastorałki /esperanto)
- 2008 - Wigilijna Noc (pastorałki)
- 2009 - Dzisiaj Wielkanoc
- 2009 - Intymny świat (balades en jazz)
- 2009 - Kolędy

## Recopilacions
- 1990 - Piosenki Tadeusza Prejznera
- 1991 - Od Turowa jadę
- 1992 - Miłość ubrana w wiersze
- 1993 - Pastorałki i kolędy
- 1999 - Ojcze Święty śpiewamy dla Ciebie
- 2001 - Bilet do radości
- 2002 - Rzeka wspomnień
- 2005 - Pieśni dla Ojca Świętego Papieża Jana Pawła II